# 江口圭一
江口 圭一（えぐち けいいち、1932年〈昭和7年〉8月12日 - 2003年〈平成15年〉9月26日）は、日本の歴史学者。愛知大学名誉教授。専門は日本近現代史。十五年戦争研究をライフワークとした。

## 来歴
愛知県名古屋市生まれ。1955年京都大学文学部卒業。大学の同期には木坂順一郎（木坂は法学部へ転学部）・戸田芳実・松浦玲らがいる。1958年同大大学院修士課程修了、京都大学人文科学研究所助手。大学院時代に小葉田淳の指示で、『日本近代史辞典』（東洋経済新報社、1958年）の編纂事務を担当した。京大人文研では飛鳥井雅道が助手の同期。渡部徹・井上清の指導を受けた。1966年愛知大学法経学部助教授、1977年同大法経学部教授、1989年同大法学部教授、1994年同大法学部長（ - 1997年）、2003年定年退職し、同大名誉教授。
1988年には家永三郎の第3次教科書訴訟で証人として立ち、文部省の検定行政を批判した。
1992年には愛知大学と学術・教育交流協定を結ぶ中国・天津市の南開大学日本研究センターに私財5,000万円を寄付した。南開大学ではこの寄付金を元に「江口圭一日本研究基金」を創設した。
2003年9月26日、多臓器不全のため名古屋市内の病院で死去。71歳没。

## 人物
クラシック音楽ファンとしても知られ、ジョージ・セルに心酔。レコードのライナーノートも執筆している。

## 学説
「二面的帝国主義論」「天皇制立憲主義論」の二つの学説を提唱し、日露戦争からアジア・太平洋戦争に至る過程で見られた、日本の対外針路の不定性・混迷の要因を解明したことで知られる。
二面的帝国主義論
大日本帝国は、アジアでは軍事的に自立 (independence) する「軍事強国」であるが、資源などで英米に依存 (dependence) しなければならない「経済弱国」である。その日本帝国主義の構造的な矛盾が、米英との関係強化を志向する「対米英協調」と依存からの脱却を志向する「アジア・モンロー主義」を生み出した。これらは、ワシントン体制への対応などで対立を深め、満洲事変以降、アジア・モンロー主義が優勢となっていく。
天皇制立憲主義論
大日本帝国憲法で規定された国家権力・政治体制には、専制主義的側面（天皇・元老・宮中・枢密院・貴族院・陸海軍など）と立憲主義的側面（内閣・衆議院・政党など）という対照的な二面性がある。どちらの側面が優勢になるかは、内閣の力量と性格、民衆の圧力の性格と度合、対外関係のあり方、社会・経済の変容によって変動する。翼賛体制の形成によって、天皇制立憲主義は天皇制ファシズムに変質する。

## 批判
木村光彦（青山学院大学教授）は、江口を「左派系歴史研究者」と評している。木村は、毛沢東が抗日戦争時に「アヘンは革命的役割をはたしうる」として、資金獲得目的でアヘンの製造・密売を行ったことを、江口が「困難な抗日戦の中で起った逆行的現象」として問題視していないと述べ、戦後の日本で麻薬の乱用が深刻な社会問題となっていた時期、中国共産党が大量のヘロインを日本に密輸していたことが当時の厚生省麻薬課長の刊行物に記載されているとして、一時的な異常事態ではないと述べている。

## 略歴
- 1955年 京都大学文学部卒業[1]
- 1958年 同大大学院修士課程修了、京都大学人文科学研究所助手[1]
- 1966年 愛知大学法経学部助教授
- 1977年 同大法経学部教授[1]
- 1989年 同大法学部教授[1]
- 1994年 同大法学部長（ - 1997年）[1]
- 2003年 定年退職し、同大名誉教授[1]

## 著書

### 単著
- 『日本帝国主義史論 満州事変前後』（青木書店、1975年、ISBN 9784250750519）
- 『都市小ブルジョア運動史の研究』（未來社、1976年）
- 『昭和の歴史 (4) 十五年戦争の開幕』（小学館、1982年／小学館ライブラリー、1994年、ISBN 9784094610246）
- 『十五年戦争小史』（青木書店、1986年／新版1991年、ISBN 9784250910098／筑摩書房、2020年、ISBN 9784480510068）
- 『日中アヘン戦争』（岩波新書、1988年、ISBN 9784004300298）
- 『盧溝橋事件』（岩波ブックレット、1988年、ISBN 9784000034333）
- 『大系日本の歴史 (14) 二つの大戦』（小学館、1989年／小学館ライブラリー、1993年、ISBN 9784094610147）
- 『1941年12月8日 アジア太平洋戦争はなぜ起こったか』（岩波ジュニア新書、1991年、ISBN 9784005001989）
- 『日本の侵略と日本人の戦争観』（岩波ブックレット、1995年、ISBN 9784000033053）
- 『日本帝国主義史研究』（青木書店、1998年、ISBN 9784250970511）
- 『十五年戦争研究史論』（校倉書房、2001年、ISBN 9784751731901）
- 『まぐれの日本近現代史研究』（校倉書房、2003年、ISBN 9784751734209）

### 共著
- （木坂順一郎）『治安維持法と戦争の時代』（岩波ブックレット、1986年）

### 編著
- 『体系・日本現代史 (1) 日本ファシズムの形成』（日本評論社、1979年）
- 『証言・日中アヘン戦争』（岩波ブックレット、1991年、ISBN 9784000031554）

### 編纂史料
- 『資料 日中戦争期阿片政策 蒙疆政権資料を中心に』（岩波書店、1985年、ISBN 9784000016520）
- （芝原拓自）『日中戦争従軍日記 一輜重兵の戦場体験（愛知大学国研叢書）』（法律文化社、1989年、ISBN 9784589014641）